# Franz Daniel Bender

Franz Daniel Bender (1815–1881)

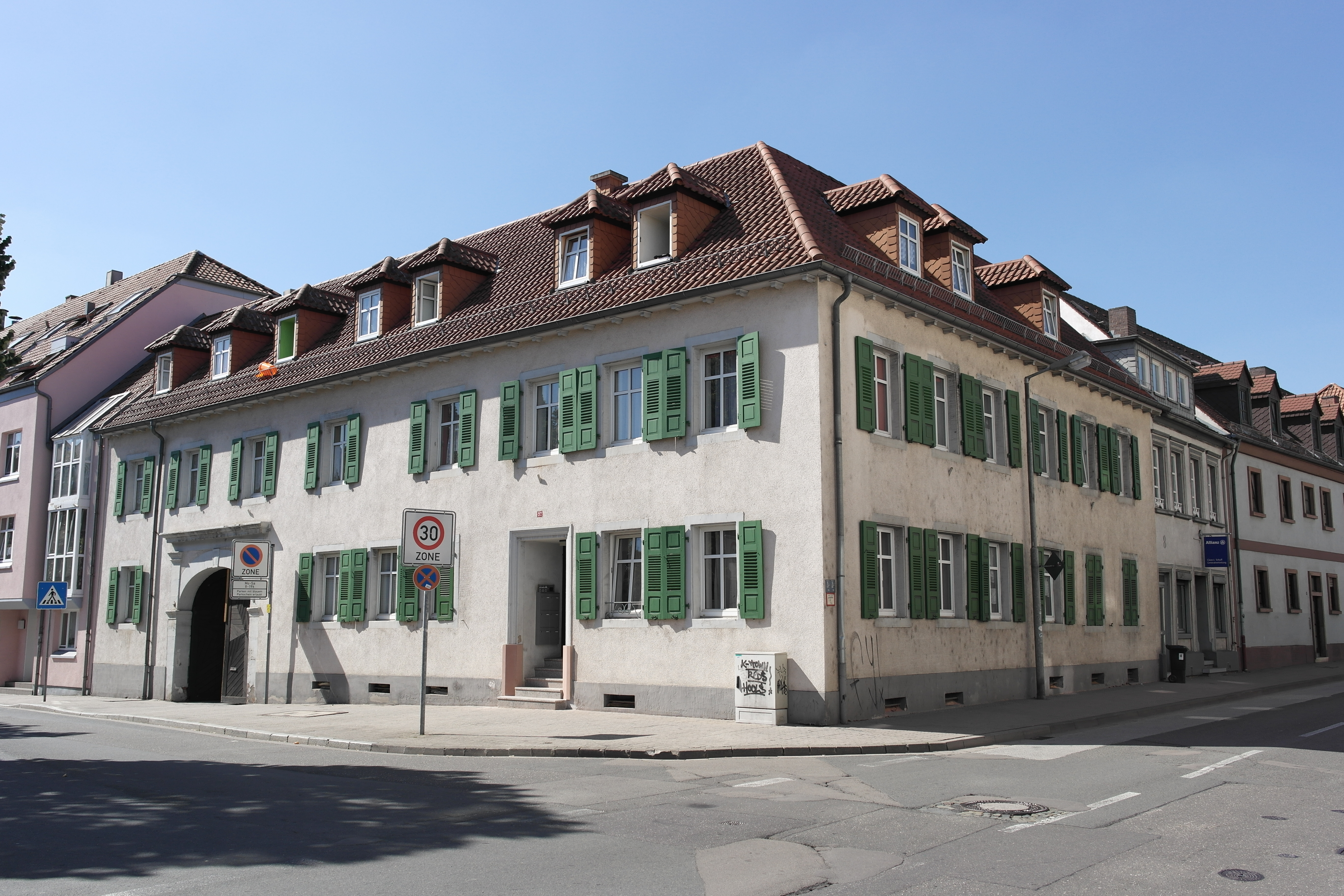
Stammhaus in der Gaustraße 37, erbaut 1825, Wohnsitz von 4 Generationen der Brauerfamilie Bender (unter Denkmalschutz)

Franz Daniel Bender (* 24. April 1815 in Kaiserslautern; † 1. Dezember 1881 ebenda) war ein deutscher Bierbrauer.

## Leben
Bender erlernte den Beruf des Brauers und Mälzers bei Johann Adolph Gelbert (1806–1881) in seiner Jean Gelbert "Zum alten Bürgermeister" genannten Brauerei. Nach Lehr- und Wanderjahren (1834–1841), die ihn zunächst durch ganz Süddeutschland, die Schweiz und Frankreich führten, heiratete er Charlotte Stein (1845), verwitwete Schreiner, Kohlenhändlerin und Gastwirtin „Zum blauen Wagen“ mit Hausbrauerei als Nebenbetrieb in Kaiserslautern, Gaustraße 37/Ecke Mannheimer Straße. In diesem Anwesen (unter Denkmalschutz), 1825 von Johann Peter Huber (1788–1826) aus drei schon damals bestehenden Einzelhäusern geschickt zu einem geschlossenen Bauwerk errichtet, wohnten bis 1969 vier Generationen der Brauerfamilien Bender. Das Wanderbuch von Franz Daniel Bender mit dem damaligen Zunftgesetz entsprechenden Eintragungen seiner Wanderschaft ab dem 3. Mai 1834 durch ganz Europa ist im Theodor-Zink-Museum, dem Stadtmuseum Kaiserslautern, archiviert.
Zusammen mit Carl Raab (1772–1854), Ernst Huber (1815–1895), Sohn von J. P. Huber und zeitweiligem Bewirtschafter des Gasthauses „Zum blauen Wagen“, und 6 weiteren Kohlenhändlern, war er Mitbegründer der Einkaufsgemeinschaft für Saarkohle Raab, Karsch & Cie. (1848), nach Eintritt (1859) des Zuckerfabrikanten Carl Heinrich Karcher Raab Karcher genannt, der danach auch noch die Gründung der Reederei Raab Karcher, Duisburg-Ruhrort, als Tochter- und Speditionsgesellschaft für Ruhrkohle folgte. Lange vor der von Robert Schuman und Konrad Adenauer initiierten Montanunion (1951) und EU wurde folglich damals schon in europäischen Dimensionen gehandelt.
1849 begann Bender sein eigenes Bier zu brauen, das anfangs nur in seiner Hauswirtschaft zum Ausschank kam, aber sehr schnell einen beachtlichen Umfang annahm. Das von den Eheleuten in Sütterlinschrift geführte Geschäftsbuch, archiviert im Theodor-Zink-Museum, beginnt 1845 mit Buchungen ausschließlich für Kohle, ab 1849 werden auch schon die ersten Bierverkäufe außer Haus und später nur noch für Bier an Kunden in der gesamten Pfalz verzeichnet. Nach seinem Tod führten seine beiden Söhne Franz Daniel Bender jr.(1851–1936) und Albert Bender (1862–1936)  die Brauerei als offene Handelsgesellschaft unter dem Namen F.D. Bender's Söhne weiter. Die Lautrer Bierbrauer Bender und Gelbert bildeten durch familiäre Verbindung eine Brauerdynastie mit insgesamt 4 Brauereien, dazugehörend auch die Brauerei Carl Gelbert „Zum Rheinkreis“ in der Steinstraße 48 (Theodor-Zink-Museum) und Johann Schwarz „Zum Rittersberg“, Willy-Brandt-Platz 5 (Villa Munzinger).

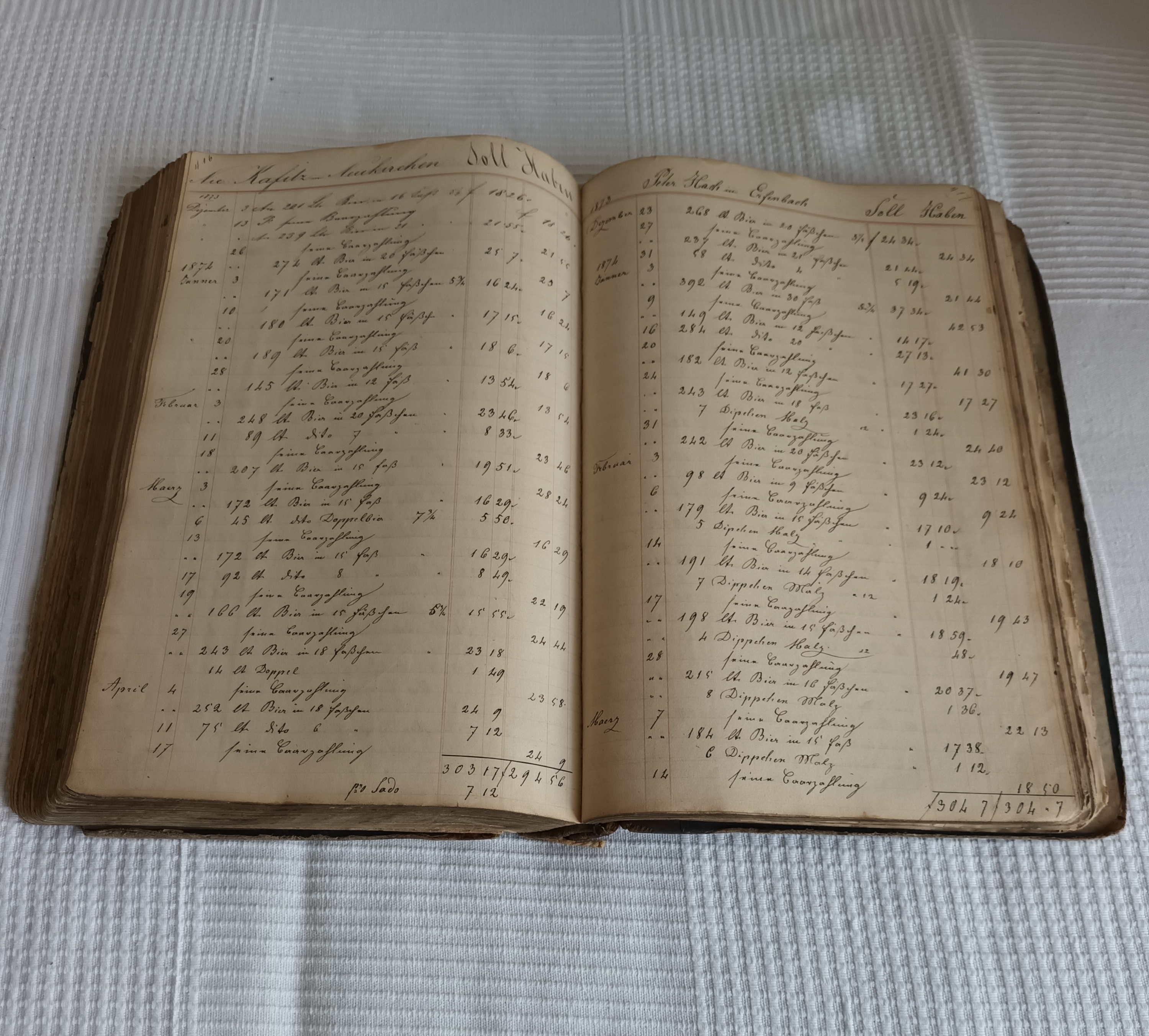
Geschäftsbuch 1845–1875, S. 416–417, geführt von Franz Daniel Bender, Gründer der Brauerei Bender

Die Brauerei Bender, zuletzt als Bender-Bräu KG firmiert, blieb immer in Familienbesitz und aktiv bis 1964. Da die Genehmigung für eine aus wirtschaftlichen Gründen geplante Zusammenlegung von Sudhaus und Bierkeller mit Einrichtung eines Hydroautomatik-Sudwerkes nicht zu bekommen war, wurde der Braubetrieb ruhend gestellt und die Bierproduktion zunächst einmal der Karlsberg-Brauerei KG Weber, Homburg/Saar, übertragen (1964). Die Auflösung der Gesellschaft, zuletzt wieder unter dem Traditionsnamen F.D. Bender's Söhne als GbR geführt, erfolgte schließlich am 31. Dezember 1999.

## Literatur

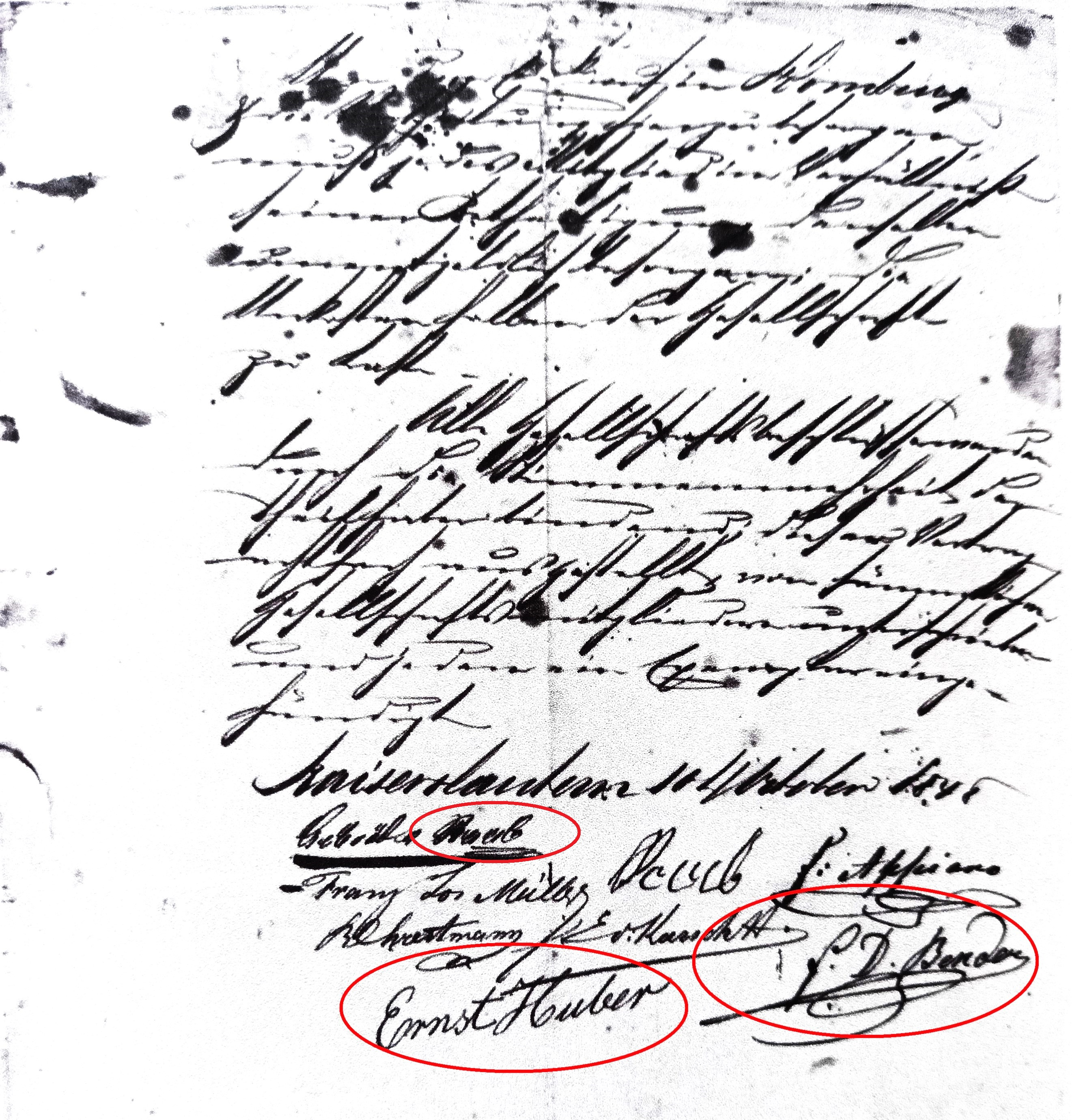
Letzte Seite des Gesellschaftsvertrags vom 10. Oktober 1848, dem Gründungsvertrag von Raab Karcher